# Митчелл, Деметри
Деме́три Кари́м Ми́тчелл (англ. Demetri Karim Mitchell; род. 11 января 1997 года в Манчестере) — английский футболист, игрок клуба «Эксетер Сити». Воспитанник футбольной академии «Манчестер Юнайтед». Выступает на позициях левого вингера и левого крайнего защитника.

## Клубная карьера

### «Манчестер Юнайтед»
Деметри Митчелл с шестилетнего возраста играл за манчестерскую команду «Флетчер Мосс Рейнджерс», за которую ранее выступали такие игроки как Уэс Браун, Дэнни Уэлбек, Равел Моррисон, Зеки Фрайерс, Джесси Лингард, Тайлер Блэкетт, Маркус Рашфорд и Кэмерон Бортуик-Джексон. Митчелл присоединился к «Юнайтед» в 2013 году и первоначально выступал на позиции вингера в молодёжных командах «Манчестер Юнайтед», но после ухода Кэмерона Бортуика-Джексона в аренду в «Вулверхэмптон Уондерерс» Митчелл начал выступать на позиции левого защитника
23 августа 2014 года в матче Премьер-лиги для игроков до 18 лет сделал хет-трик в ворота юношеской команды «Ньюкасл Юнайтед», обеспечив своей команде победу со счётом 3:2.
Митчелл был привлечён к тренировкам с основной командой «Манчестер Юнайтед» 7 мая 2017 года, перед матчем с «Арсеналом», но в итоге не попал в заявку на матч. Через неделю Митчелл попал на скамейку запасных в матче против «Тоттенхэм Хотспур», но так и не вышел на поле. Дебютировал в основном составе «Манчестер Юнайтед» 21 мая 2017 года, выйдя в стартовом составе в матче Премьер-лиги против «Кристал Пэлас». В следующем сезоне Митчелл сыграл в тринадцати матчах Премьер-лиги 2, прежде чем отправиться в аренду.

### «Харт оф Мидлотиан»
11 января 2018 года Митчелл был отдан в аренду шотландскому клубу «Харт оф Мидлотиан» до конца сезона 2017/18. Он присоединился к команде на зимнем тренировочном сборе в Валенсии. Митчелл дебютировал в составе «Хартс» 21 января 2018 года, в матче Кубка Шотландии против «Хиберниана», выйдя в стартовом составе и получив награду лучшему игроку матча. Митчелл забил свой первый во взрослой карьере гол в следующем матче Кубка Шотландии против «Сент-Джонстона».
В августе 2018 года вновь отправился в аренду в «Харт оф Мидлотиан» до окончания сезона 2018/19.

## Карьера в сборной
27 сентября 2012 года Митчелл дебютировал в составе сборной Англии до 16 лет против юношеской сборной Северной Ирландии. Всего провёл за сборную до 16 лет 7 матчей, забил 3 гола.
28 августа 2013 года дебютировал за сборную Англии до 17 лет в игре против сборной Португалии. Был включён в заявку сборной на чемпионат Европы 2014 года. В составе сборной стал чемпионом Европы.

## Командные достижения
Англия (до 17 лет)
- Победитель чемпионата Европы (до 17 лет): 2014